# The Beatles at the Shea Stadium
The Beatles at Shea Stadium è un documentario sul concerto tenuto dai Beatles nel 1965 al Shea Stadium, a New York, parte del tour della band in America nello stesso anno.

## Storia
Il documentario fu prodotto da Ed Sullivan (sotto la sua Sullivan Productions, Inc.), dalla NEMS Enterprises Ltd. (che detiene il copyright del 1965), e la compagnia Subafilms Ltd. Il progetto utilizzò 12 videocamere per registrare la confusione e l'isteria di massa che provocava la Beatlemania in America nel 1965. Il documentario andò in onda per la prima volta sulla BBC il primo maggio del 1966, poi sulla ABC in 10 gennaio 1967.
Il film non mostra solo il concerto ma anche gli eventi che portarono a esso, come l'elicottero che trasportò la band da Manhattan a Flushing Meadows, la preparazione nei camerini allo stadio, e immagini di altri artisti che aprirono il concerto, come i Sounds Incorporated. Il presentatore Ed Sullivan presenta il gruppo quando finalmente si presenta sul palco.
Il film non mostrò però tutto ciò che accadde al concerto. I brani She's a Woman e Everybody's Trying to Be My Baby, infatti, sono omessi dal film per ragioni di tempo e probabilmente perché le telecamere dovevano cambiare bobina (le registrazioni audio dei due pezzi sono raccolte nel The Beatles Anthology, Volume 2). L'audio del film passò per molti processi di produzione. Ci furono reincisioni complete o parziali. Per Twist and Shout venne utilizzato l'audio registrato il 30 agosto 1965 allo show all'Hollywood Bowl durante lo stesso tour, mentre l'audio di Act Naturally fu semplicemente rimpiazzato dalla versione in studio della stessa, lasciando comunque problemi di sincronizzazione con il video (in un'inquadratura in cui lo si vede con la bocca chiusa mentre si sente la sua voce). Il 5 gennaio 1966 i Beatles, nei CineTeleSound Studios di Londra, registrarono ampi spezzoni dell'audio del film. Paul registrò nuove parti di basso per Dizzy Miss Lizzy, Can't Buy Me Love, Baby's in Black e I'm Down. Su quest'ultima John risuonò la parte di organo. I Feel Fine e Help! vennero ri-registrate dal vivo in studio cercando di rimanere in sincrono con le immagini filmate (Franco ZANETTI -  Il Libro (più) Bianco dei Beatles pp. 85-86 2012,2019 Giunti Editori s.p.a.)
Il film inizia stranamente con l'ultimo brano della scaletta dei Beatles, "I'm down"; seguono gli altri artisti che si esibirono quella sera prima dei Fab Four, ovvero The King Curtis Orchestra (con i brani "Shotgun", "It's not unusual", "Downtown" e "Can't buy me love"), Brenda Holloway ("I can't help myself"), i Sounds Incorporated ("Fingertips"), Killer Joe Piro and His Discotheque Dancers; si esibirono anche The Young Rascals e Cannibal & the Headhunters, come gruppi di apertura del concerto, ma non compaiono nel film.
In mezzo alla folla erano presenti una sedicenne Meryl Streep ed una novenne Whoopi Goldberg e le future mogli di due Beatles, Barbara Bach e Linda McCartney.
Il film venne proiettato anche in alcuni cinema degli Stati Uniti; gli annunci pubblicitari usati per promuovere il film vennero realizzati da Klaus Voorman.
Nonostante il film non sia mai stato pubblicato su DVD o VHS, da molto tempo circola in versione non ufficiale come bootleg, in alcuni casi anche rispristinando la traccia audio originale. Nel 1978 circolò una versione curata dalla Media Home Entertainment, che però venne citata con successo dalla Northern Songs.
Nel 2016 è stato rimasterizzato in 4K (2160p) per l'uso nel documentario The Beatles: Eight Days a Week - The Touring Years (2016) e proiettato integralmente dopo i titoli di coda del film.

## Scaletta
Tutte le canzoni sono state scritte da Lennon e McCartney eccetto dove è indicato
1. Twist and Shout (Phil Medley, Bert Russell)
2. She's a Woman (non incluso nel film)
3. I Feel Fine
4. Dizzy Miss Lizzy (Larry Williams)
5. Ticket to Ride
6. Everybody's Trying to Be My Baby  (non incluso nel film)
7. Can't Buy Me Love
8. Baby's in Black
9. Act Naturally (Voni Morrison, Johnny Russell)
10. A Hard Day's Night
11. Help!
12. I'm Down

## Influenza culturale
Il concerto stesso è stato una pietra miliare nella storia della musica popolare come il primo grande concerto nello stadio. Il documentario è stato il momento clou della serie dei Beatles Anthology del 1995, che comprendeva ampie clip del film.
Ringo Starr ha descritto il concerto in The Beatles Anthology : "Quello che ricordo di più del concerto è che eravamo così lontani dal pubblico... E urlare era diventata la cosa da fare... Tutti urlavano. Se guardi il filmato, puoi vedere come abbiamo reagito alla situazione. Era molto grande e molto strano".
Nel 1970, John Lennon ricordò lo spettacolo come un momento clou della sua carriera: "Allo Shea Stadium, ho visto la cima della montagna".
Nel 2008, Paul McCartney ha suonato l'ultimo concerto allo Shea Stadium con Billy Joel prima che lo stadio fosse chiuso e demolito: il concerto è stato documentato nel film The Last Play at Shea.